# Технологии Первой мировой войны

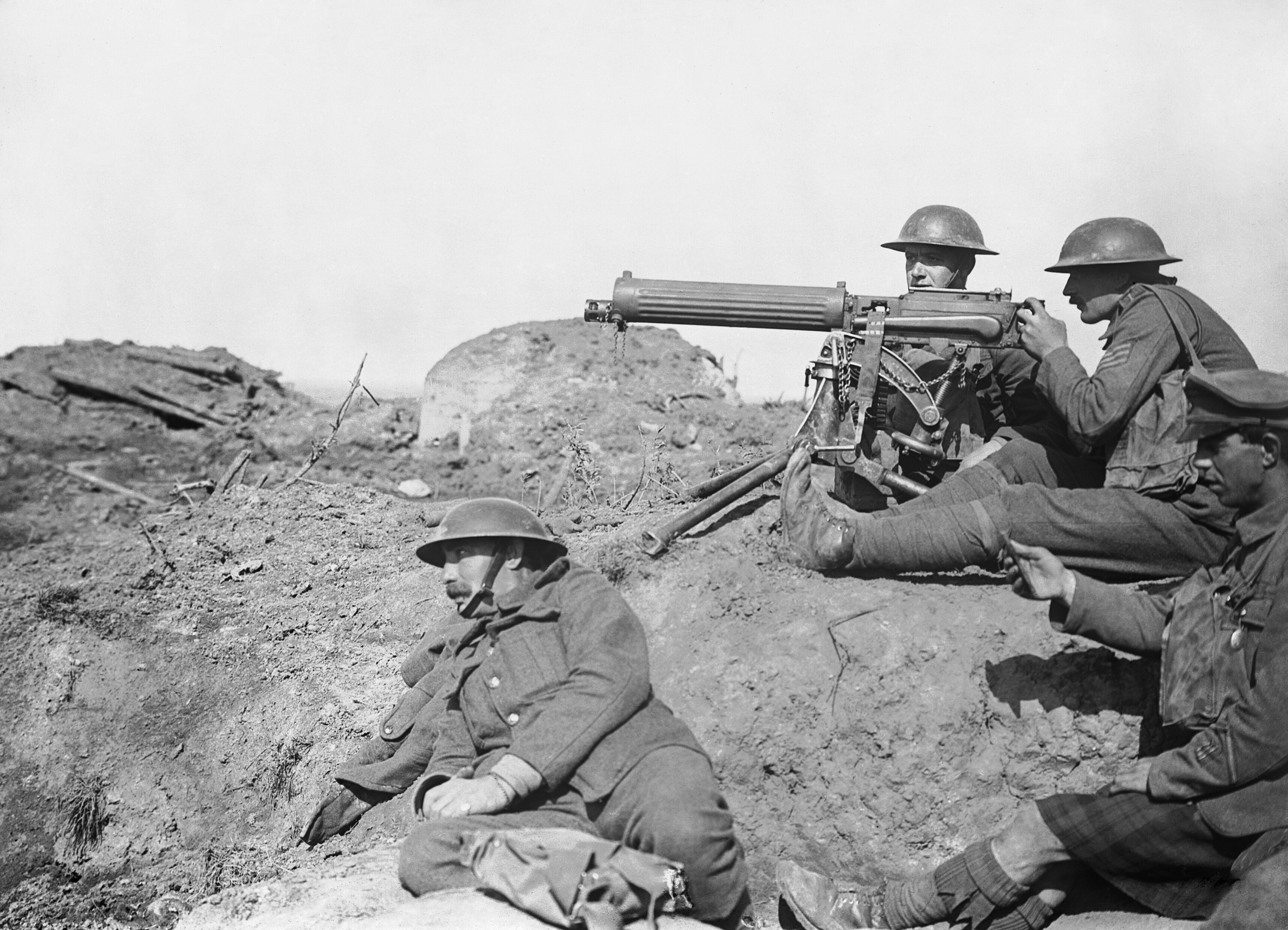
Пулемёт стал одной из решающих технологий во время Первой мировой. Британский пулемёт Виккерс на Западном фронте.

## Новые видыоружия
Огромное значение имело как новое оружие, так и техническая внезапность его применения.

### Танки
Впервые на поле боя появились танки. Первые танки, использующие гусеничную тягу и четырёхтактные бензиновые двигатели внутреннего сгорания, были вооружены пулемётами Максима и Льюиса и имели противопульное бронирование. Основной проблемой первых танков была ненадёжность — они часто ломались и выходили из строя. Впервые танки использовали в Битве на Сомме, 15 сентября 1916 года.

### Подводные лодки
Во время Первой мировой войны важным оружием стали подводные лодки. Перед войной на подлодках стали использовать сочетание дизельного и электрического двигателей, применявшихся, соответственно, для надводного и подводного движения.
Британские острова зависели от подвоза продовольствия и сырья по морю. В ситуации превосходства британского надводного флота над германским немцы пытались блокировать подвоз продовольствия и товаров на британские острова с помощью подводной войны. Это сражение немецких подлодок с британскими судами стало известно как первая Битва за Атлантику.

### Авиация
В то время значительно расширился парк самолётов. В начале Первой мировой войны, их было около 150—250 у каждой из воюющих стран. Первоначально они использовались только как разведчики, но позже стали выполнять и боевые задачи. К примеру, они начали сбрасывать бомбы на противников. Первое время это были обычные артиллерийские снаряды, снабжённые хвостовым стабилизатором. Также, первые бомбы приходилось сбрасывать вручную. Достаточно быстро авиация смогла удивить противников новыми видами бомб: фугасные, осколочные, зажигательные.
На самолётах первоначально не было стационарного оружия, поэтому до определённого момента пилоты использовали личное оружие. Через какое-то время на самолётах начали устанавливать, но с его использованием были связаны некоторые трудности, например, то, что пулемёт надо было устанавливать выше кабины пилота, чтобы при стрельбе не повредить лопасти пропеллера. Позже появилось устройство, которое синхронизировало момент стрельбы и период вращения пропеллера, и стрелки могли стрелять через пропеллер, не опасаясь повредить его своими пулями.
Начала развиваться и морская авиация. Еще до войны один американский лётчик ухитрился произвести взлёт с одного крейсера и произвести посадку на другой. Но время авианосцев пришло гораздо позже, поэтому тогда использовались обычные гидросамолёты, которые перевозились на специальных судах. Они с помощью специальных кранов опускались и поднимались на корабль когда это было нужно. Некоторые крупные корабли получили собственные самолёты-разведчики, взлетавшие со специальных платформ на орудийных башнях.
К концу войны армии Антанты и Центральных держав имели очень большое количество самолётов (примерно 11 тысяч самолетов — истребителей, бомбардировщиков и разведчиков). Их скорость с 80 километров в час возросла до 200, а дальность действия достигала 500 км. Так как людям хотелось большего, они освоили ночные полёты, а бомбардировщики начали пытаться даже проводить массовые ночные рейды. Так, группа немецких бомбардировщиков (485 самолётов) пыталась ночью атаковать Париж, но до цели долетели только 37 из них.
Также, для бомбардировки пытались использовать дирижабли, но это себя не оправдало. Они оказались слишком удобной целью для систем ПВО, которые стали появляться в это время. Первоначально это были простые пулеметы на станках, позволяющих вести огонь по воздушным целям, но потом стали появляться зенитные орудия. В ночное время цели обнаруживались с помощью прожекторов.

### Артиллерия
Пушечное вооружение также активно развивалось. Увеличивалась мощь гаубиц, которые являлись более подходящими для разрушения оборонных сооружений.
Кроме того, на реке Сомма союзники выпустили более полутора миллионов снарядов, ведя огонь целую неделю.
В 1914 году у немцев было небольшое количество миномётов, но к концу войны их число достигло 15 тысяч. Они использовались для разных целей: от поражения пехоты, до стрельбы газовыми снарядами, что позволяло выводить из строя вражеских солдат с минимальными повреждениями строений.

### Химическое оружие
В апреле 1915 года  во время сражения под Ипром немцами был впервые применён хлор. В направлении французских позиций было выпущено 180 тонн газа из 6 тысяч баллонов. Пострадало около 15 тысяч человек. Треть из них умерла сразу. Позже стали применяться иприт, фосген и другие отравляющие вещества. Точнее, иприт был применён под Ипром, откуда и получил своё название. До этого он назывался «горчичный газ».  Спустя полгода газ использовали и англичане, но безуспешно: из-за ветра облако хлора двинулось в их сторону. Для защиты от отравляющих веществ был разработан противогаз.

### Стрелковое оружие

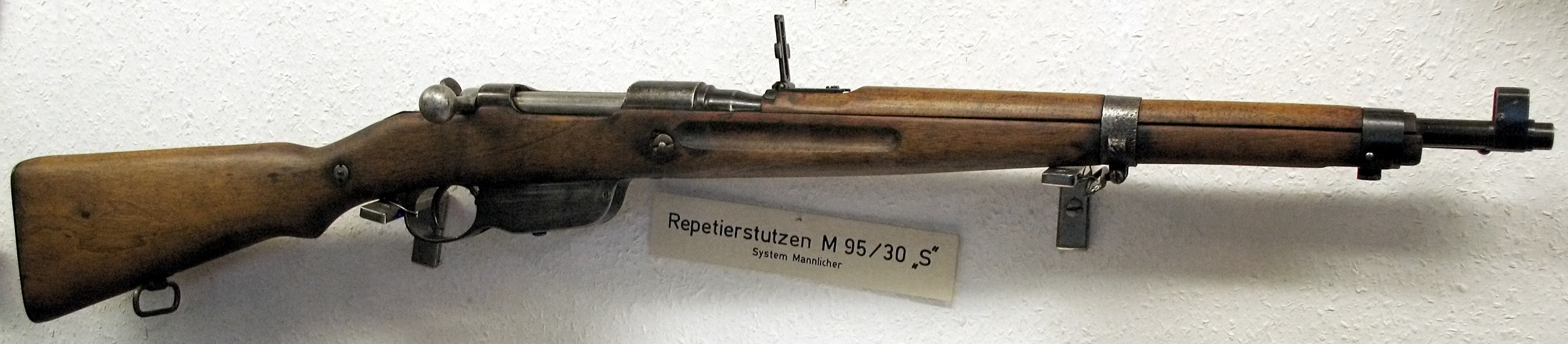
Австро-венгерская магазинная винтовка Steyr Mannlicher M1895 под патрон 8×50 мм R Mannlicher.

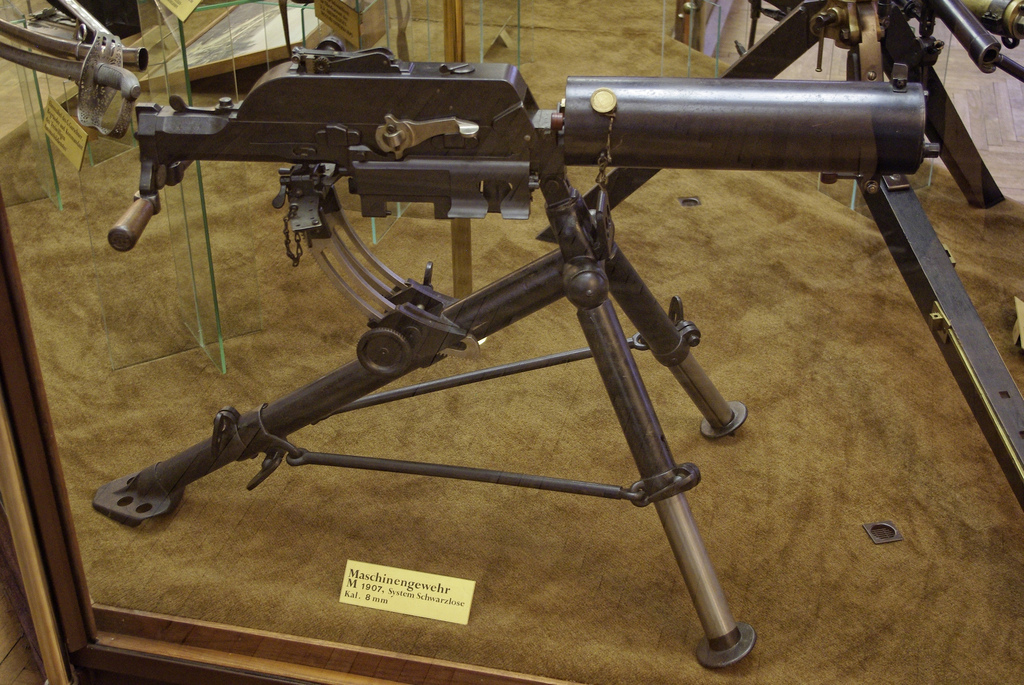
Австро-венгерский станковый Пулемёт Шварцлозе под патрон 8×50 мм R Mannlicher.

Первая мировая война ознаменовалась окончательным внедрением в военное дело и масштабным применением оружия нового поколения, которым успели обзавестись европейские армии в предыдущие 20 лет. Армии европейских стран к началу ПМВ окончательно перешли на магазинные винтовки со скользящим затвором, ручные и станковые пулемёты калибра 6,5—8 мм (впервые испытанные ещё в Сражении при Омдурмане и Англо-бурской войне), определившими облик военных действий вплоть до появления единых пулемётов и автоматов в середине 20 века.

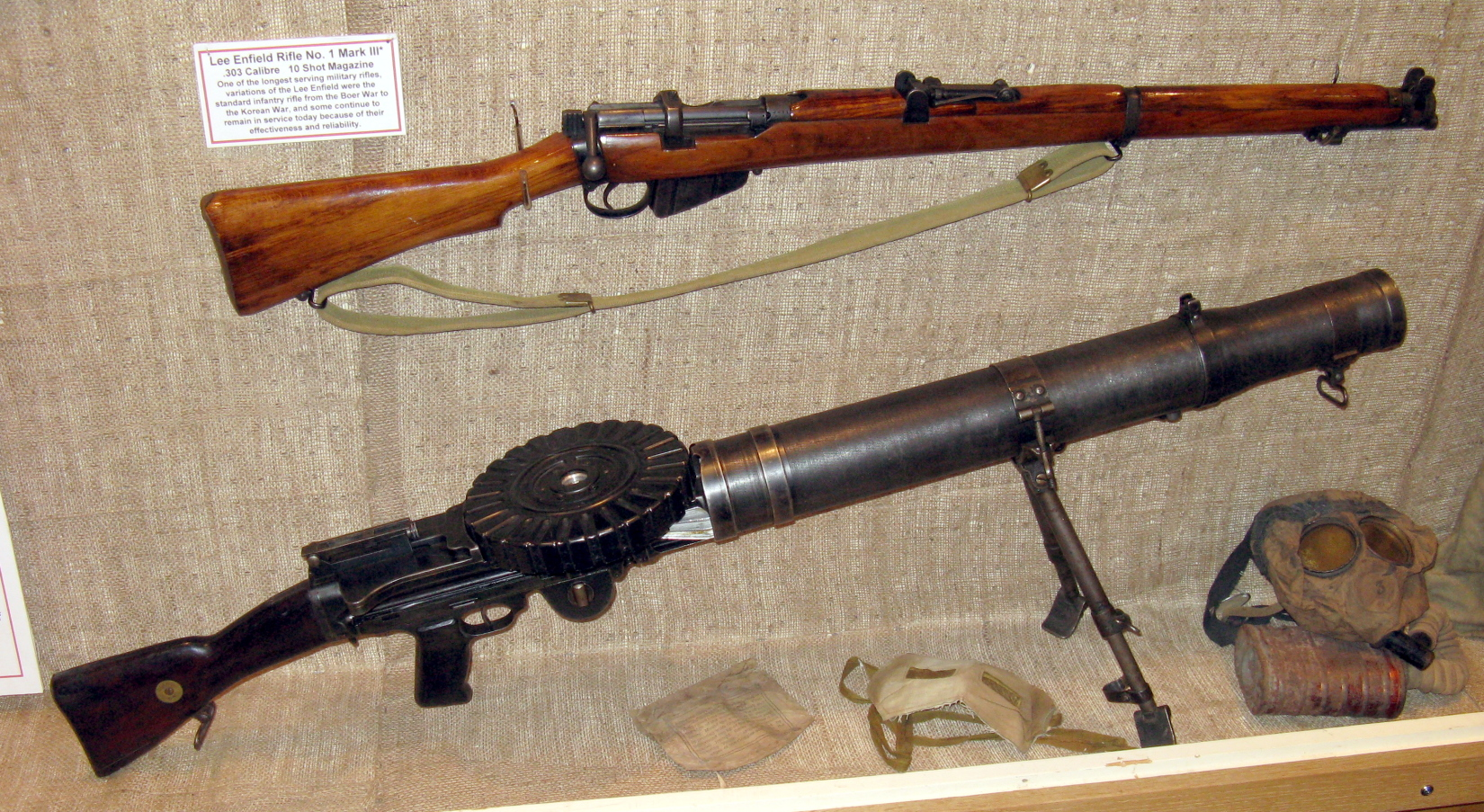
Английская магазинная винтовка Ли-Энфилд и ручной Пулемёт Льюиса в канадском военном музее Эльгин, в Сент-Томасе, провинция Онтарио.

Незадолго до Первой мировой войны ручные пулемёты начали проникать в некоторые армии и боевая практика в ней окончательно утвердила их на вооружении. Первоначально они конструировались под штатный винтовочный патрон и напоминали автоматические винтовки с дисковыми или коробчатыми магазинами, а не привычные ныне ручники с ленточным питанием под промежуточный патрон. Хотя признание пришло не сразу. Лишь тяжёлые потери от огня станковых пулемётов и необходимость повышения огневой мощи пехотинцев на вновь занятых (часто с бесчисленными потерями) позициях убедили воюющие державы в необходимости оснащения подразделений лёгкими пулемётами для сохранения мобильности атакующих групп. Таким образом ручной пулемёт стал ударным оружием прорыва для пехотинцев. Это вызвало небывалое увеличение количества пулемётов, например, во французской в 20 раз: с 5 000 до 100 000 — основной прирост составили ручные пулемёты.
Также во время войны появился первый в мире крупнокалиберный пулемёт — MG 18 TuF. Однако в серию он пущен не был в связи с окончанием войны.